# 안명성
안명성(安明星, 1973년 8월 17일 ~ )는 전 KBO 리그 현대 유니콘스의 야구 선수인 내야수이다. 그의 형은 前 야구선수였던 안명호이다.

## 출신학교
- 경남상업고등학교 (現 부경고등학교)
- 한양대학교 (1992학번)